# 陳叔慎
陳叔慎（ちん しゅくしん、572年 - 589年）は、南朝陳の皇族。岳陽王。宣帝陳頊の十六男。字は子敬。

## 経歴
陳頊と淳于姫のあいだの子として生まれた。幼くして聡明俊敏で、10歳で文章を作ることができた。太建14年（582年）1月、岳陽王に封じられた。至徳4年（586年）、侍中・智武将軍・丹陽尹に任じられた。叔慎は衡陽王陳伯信や新蔡王陳叔斉とともに後主に陪侍して文章や詩を作った。禎明元年（587年）1月、使持節・都督湘衡桂武四州諸軍事・智武将軍・湘州刺史として出向した。
禎明3年（589年）、隋軍が長江を渡り、建康を陥落させると、前湘州刺史の晋熙王陳叔文が巴州で隋に降った。隋の行軍元帥の楊素が兵を率いて荊門に下り、その部将の龐暉が湘州に侵攻してきた。叔慎は長史の謝基や助防の侯正理とともに決死を盟い、偽って龐暉に降伏の書状を送ると、伏兵を布いた城門に龐暉を誘い出して捕らえ斬った。叔慎は数日のうちに5000人を集め、衡陽郡太守の樊通や武州刺史の鄔居業らが参集してきた。隋の薛冑が湘州刺史に任じられていたが、龐暉の死を聞くと増援を要請して、行軍総管の劉仁恩が派遣されてきた。薛冑は鵝羊山に進出し、叔慎は侯正理や樊通らを派遣してその進軍をはばもうとしたが、衆寡敵せず敗れた。薛冑は勝利に乗じて湘州に入城し、叔慎を生け捕りにした。鄔居業が武州から来援して横橋江まで来たが、叔慎が敗れたと聞いて、新康口に駐屯した。劉仁恩が兵を率いて横橋に進軍し、水上に陣営を置き、鄔居業と合戦して撃破した。叔慎は隋の秦王楊俊の命を受けて漢口で斬られた。享年は18。

## 伝記資料
- 『陳書』巻28 列伝第22
- 『南史』巻65 列伝第55